# Vorder-Valzeina
Vorder-Valzeina (toponimo tedesco) è una frazione del comune svizzero di Grüsch, nella regione Prettigovia/Davos (Canton Grigioni).

## Storia
Già comune autonomo che nel 1875 aveva acquisito la frazione di Sigg, fino ad allora appartenente a Grüsch, nel 1891 fu accorpato all'altro comune soppresso di Hinter-Valzeina per formare il nuovo comune di Valzeina, il quale a sua volta nel 2011 è stato aggregato al comune di Grüsch assieme all'altro comune soppresso di Fanas.